# Heliotrop (edificio)
El Heliotropo es una casa ecológica diseñada por el arquitecto alemán Rolf Disch, que también diseñó el Sonnenschiff (Sun Ship). Existen tres casas de este tipo en Alemania, la primera versión experimental se construyó en 1994 como casa del arquitecto en Friburgo de Brisgovia, mientras que las otras dos se utilizan como edificios de exposiciones para la compañía Hansgrohe en Offenburg y el laboratorio de un dentista en Hilpoltstein en Baviera. El Heliotropo en Friburgo fue el primer edificio en el mundo en producir más energía de la que usa, toda es completamente renovable, libre de emisiones y neutral en CO2. La estructura gira físicamente para seguir al sol, lo que permite aprovechar al máximo la luz solar natural y el calor solar. Se utilizan varios módulos de generación de energía diferentes en el edificio, incluido un panel de 603 pies cuadrados (56,0 m²) panel de seguimiento solar fotovoltaico de doble eje, un intercambiador de calor geotérmico, una unidad combinada de calor y energía (CHP) y barandillas de balcón solar-térmico para proporcionar calor y agua caliente. Estas innovaciones en combinación con el aislamiento superior de la residencia permiten que Heliotropo genere entre cuatro y seis veces su consumo de energía, dependiendo de la época del año. El Heliotropo también está equipado con un sistema de limpieza de aguas grises y compostaje de residuos naturales incorporado. 
Al mismo tiempo que se construyó el Heliotropo de Friburgo, Hansgrohe contrató a Rolf Disch Solar Architecture para diseñar y construir otro Heliotropo para su uso como centro de visitantes y sala de exposición en Offenburg, Alemania. Después se contrató y construyó un tercer Heliotropo en Hilpoltstein, Baviera, para el uso de laboratorio dental técnico. El diseño de Disch consigue acomodar el prototipo de viviendas a laboratorios, y sin embargo mantiene el balance energético positivo de la estructura. Además del diseño original del Heliotropo, Rolf Disch ha elaborado planes para construir versiones más grandes del proyecto como un hotel rotativo, que ofrece a cada huésped una hermosa vista, así como edificios administrativos e incluso un pabellón de exhibición para la EXPO 2010 en Shanghái. 

## Plus Energy
Plus Energy es un concepto desarrollado por Rolf Disch que indica la eficiencia energética extrema de una estructura para conseguir un balance energético positivo, obteniendo realmente más energía de la que consume. Con la finalización de su residencia privada, el Heliotropo, en 1994, Disch creó la primera casa PlusEnergy del mundo. La lógica de una vivienda que produce más energía de la que consume es el objetivo de Disch. La siguiente meta en su desarrollo fue, por lo tanto, la aplicación masiva del concepto al espacio residencial, comercial y minorista. A medida que el concepto se desarrolló y ganó respaldo financiero, Disch construyó varios proyectos más con certificaciones PlusEnergy. PlusEnergy es un concepto simple que se ha materializado en un diseño técnico. "PlusEnergy es un imperativo ambiental fundamental", afirma Disch. Disch cree que la construcción pasiva no es suficiente porque las casas pasivas aún emiten CO2 a la atmósfera. 

## Medio ambiente y necesidades energéticas
La casa está diseñada orientada al sol con sus ventanas de triple panel (U = 0,5) durante los meses de calefacción del año y altamente aislada (U = 0,12) en la parte orientada al sol durante los meses más cálidos cuando la calefacción no es necesaria. Esto reduce significativamente las necesidades de calefacción y refrigeración del edificio durante todo el año, necesidades generadas por una bomba de calor, mientras que el agua caliente se genera con paneles solares de tubos de vacío. 
Paneles solares fotovoltaicos con una potencia nominal de 6.6 kW en el techo proporcionan entre cinco y seis veces más energía que la que usa el edificio, lo que hace que la energía del edificio sea positiva (PlusEnergy). Para mejorar aún más la captura de energía, los paneles también giran independientemente del edificio para seguir al sol, además pueden adaptar su orientación en caso de fuertes vientos. 

## Uso del agua y gestión de residuos naturales.
Para limitar el uso del agua, se utiliza un circuito de aguas grises (para lavar platos y ropa). También recoge agua de lluvia. Las aguas residuales se purifican en un estanque en cascada con vegetación fuera del edificio. 
Los desechos y excrementos naturales también se compostan en seco en la estructura. 

## Comodidad habitable
Una de las principales atracciones de la casa, aparte de sus bajas necesidades de energía, son las vistas giratorias. A medida que el edificio gira de acuerdo con la posición del sol, la visión cambiante crea una vista espectacular. Esta característica se desarrolló más tarde en un concepto de hotel rotativo. 
La cubierta del techo incluye solárium y mirador, así como una terraza con jardín. Los paneles solares pueden usarse para protegerse del sol o la lluvia mientras están en la terraza de la azotea. 
Se puede acceder a todos los pisos desde la escalera de caracol, lo que reduce la pérdida de superficie en pasillos y recibidores.

## Premios
- Premio Alemán de Sostenibilidad 2008
- Premio de creatividad japonesa PEN-Magazine 2007–08
- Premio Wuppertal de Energía y Medio Ambiente 2005
- Premio Global de Energía 2003
- Premio Solar Europeo 2002
- 2001 Premio de Arquitectura Fotovoltaica Baden-Württemberg

## Potencial adicional
El potencial adicional en el diseño de este edificio incluye la posibilidad de desarrollar un hotel Heliotropo. Este proyecto actualmente no tiene clientes, pero fue diseñado para mostrar que el diseño giratorio puede ampliarse fácilmente. Los planes para un hotel rotativo han surgido en varias ocasiones, aunque la financiación no está disponible de momento. 

## Trabajos seleccionados
- Heliotropo, Vauban, Friburgo, 1994
- Heliotropo, Offenburg, 1994
- Heliotropo, Hilpoltstein, 1995

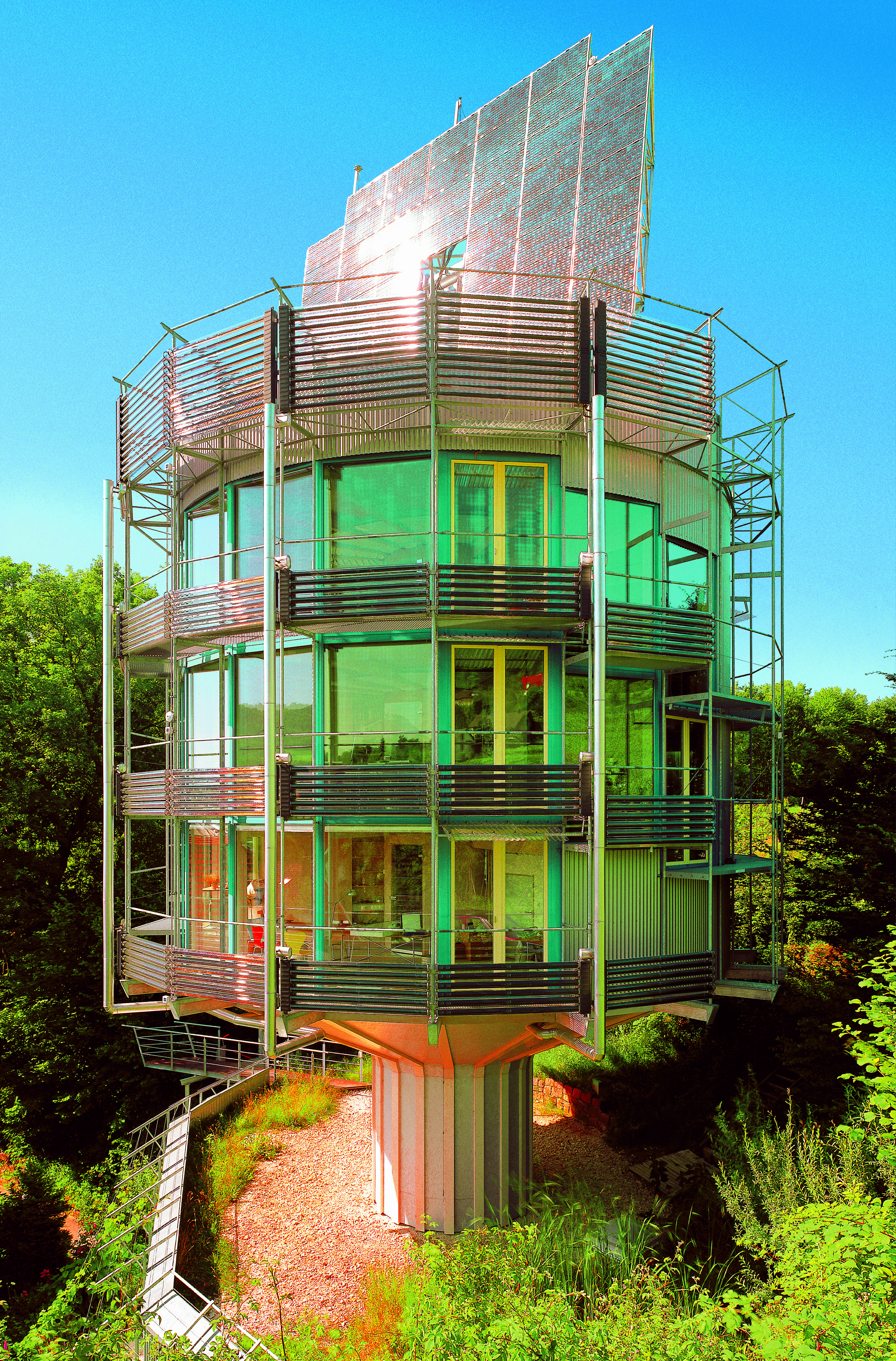
Heliotropo en Vauban, Friburgo, 1994
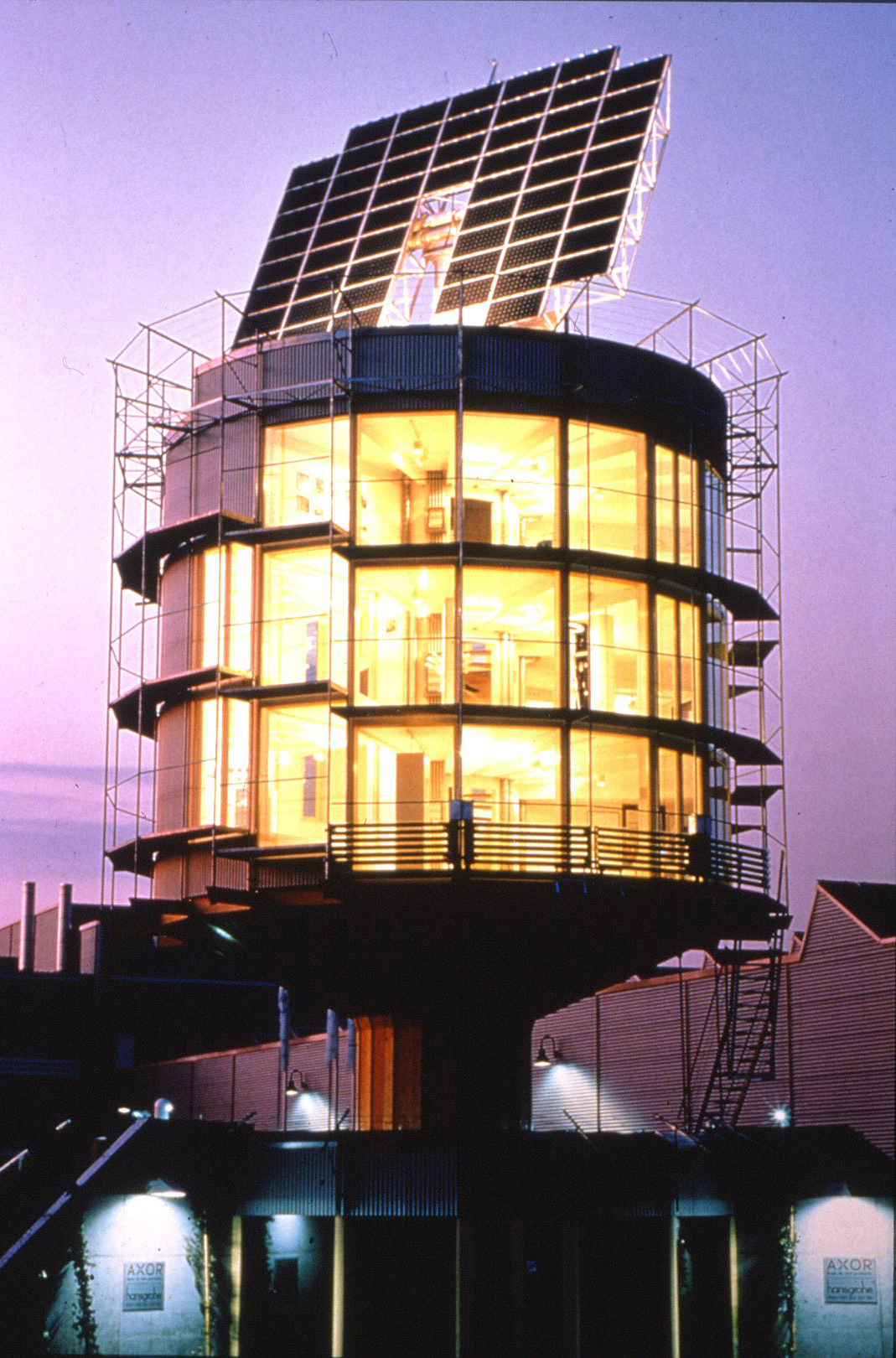
Heliotropo construido para Hansgrohe en Offenburg, 1994